# Cratyna subcompta
Cratyna subcompta är en tvåvingeart som beskrevs av Werner Mohrig 1999. Cratyna subcompta ingår i släktet Cratyna och familjen sorgmyggor. Inga underarter finns listade i Catalogue of Life.